# 동원 (화가)
동원(董源, 934년~962년)은 중국 오대 십국 시대의 화가이다. 자(字)는 숙달(叔達), 일명 북원(北苑)이라고도 한다.
장시성 종릉(鍾陵) 출신으로 남당(南唐)을 섬겼으며 후일 원부사(苑副使＝庭番)가 되었고, 수묵화 외에 금벽 채색화(金碧彩色畵)도 그렸다고 한다. 기암괴석이나 고수(枯樹)를 그리지 않고 습윤하고 온화한 강남(江南)의 실경(實景)을 그렸다. 후일 미불에 의해 ‘평담천진(平淡天眞)’이라고 높이 호칭된 이래 남종화파(南宗畵派)의 원조로 추앙되었다. 제자로는 거연(巨然) 등이 있다.

## 작품

동천산당도(洞天山堂圖)
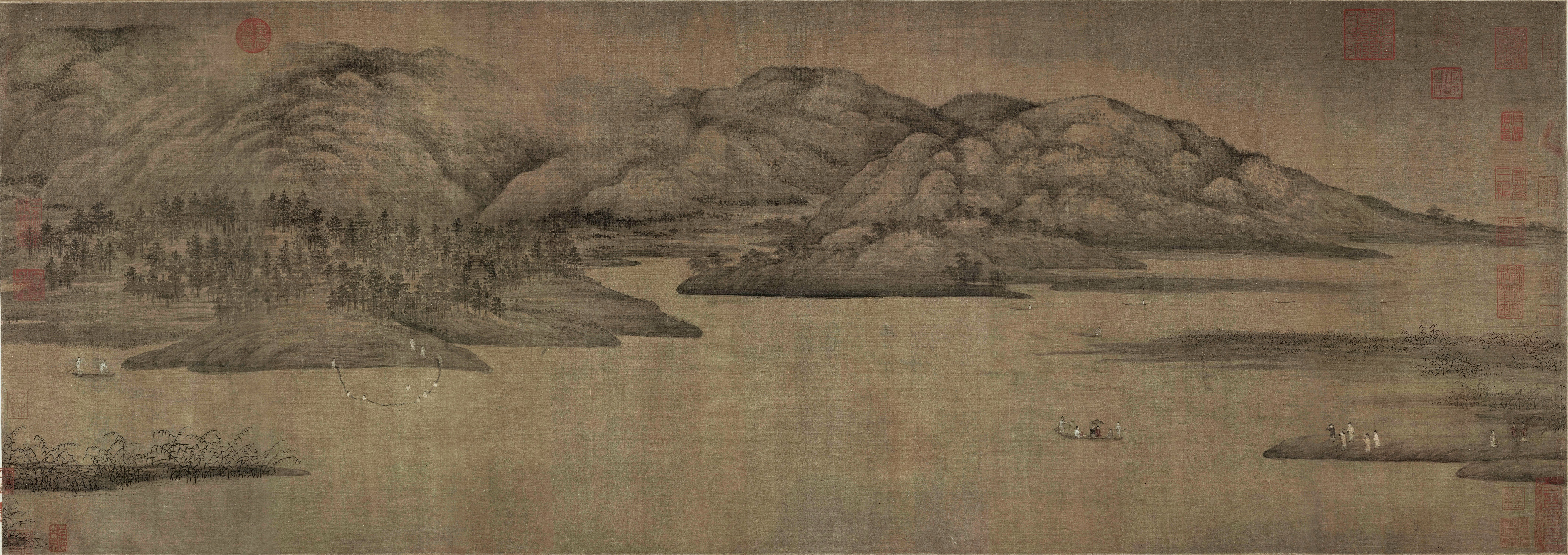
소상도(瀟湘圖)

## 같이 보기
- 중국화 (회화)
- 중국의 미술